# Willem van Tripoli
Willem van Tripoli was een dominicaner monnik en auteur van Tractatus de Statu Saracenorum (1273). Hij pleitte hierin voor het bekeren van moslims tot het christendom in plaats van het met geweld bestrijden van de islam.

## Leven
Willem van Tripoli werd vóór 1220 in Tripoli geboren en is na 1273 gestorven.  Hij is een Dominicaner monnik in Akko. Hij ontbreekt echter al op een lijst van monniken van het klooster in 1280, zodat kan worden aangenomen dat hij daarvoor is overleden.  Er is weinig bekend over zijn leven.
Marco Polo beschrijft in zijn memoires dat hij bij zijn reis naar het oosten werd vergezeld door twee dominicaner monniken - een van hen was Willem van Tripoli - die een boodschap hadden van de paus aan de Grote Kahn van de Mongolen. Bij de stad Aizzo in Armenië maakten de monniken echter rechtsomkeert vanwege een inval van Mongools volk.  In recent onderzoek wordt sterk getwijfeld aan de betrouwbaarheid van de geschriften in kwestie van Marco Polo.

## Werk
Willem van Tripoli schreef zijn traktaat over de Saracenen (Tractatus de Statu Saracenorum) in 1273. Gezien de datering kan het een antwoord zijn geweest op het verzoek van paus Gregor X in maart 1273 om informatie over de ‘ongelovigen’ en welke gevaren ze voor het christendom konden betekenen. Een doel van het geschrift kan het tweede concilie van Lyon zijn geweest, dat in 1274 plaatsvond.  Er zijn vier manuscripten overgeleverd, drie in Latijn, een in Oud-Frans.  De complete tekst is gepubliceerd in H. Prutz, Kulturgeschichte der Kreuzzüge (Berlijn 1883) 573 - 598.
Het traktaat bevat uitgebreide beschrijvingen van de gebruiken van moslims. Door zijn kennis van het Arabisch en zijn bekendheid met het gebied, was Willem van Tripoli in staat veel informatie over de islam te vergaren.  Zijn oordeel over de moslims was overwegend positief. Hij vond dat de islam veel overeenkomsten kende met het christendom, en prefereerde daarom het bekeren boven het bestrijden van moslims. De islam was, volgens Willem, verweven met ‘leugens’ en ‘fictie’, maar lag niet ver van het ‘pad’ van het christendom. Naar eigen zeggen bekeerde hij 1000 moslims.  Denkers als Robert Bacon en Thomas van Aquino deelden deze gedachte met hem.  